# Stipa parviflora
Stipa parviflora är en gräsart som beskrevs av René Louiche Desfontaines. Stipa parviflora ingår i släktet fjädergrässläktet, och familjen gräs. Inga underarter finns listade i Catalogue of Life.